# Spiranthes cernua
Spiranthes cernua, tiếng Anh thường gọi là Nodding Ladies'-tresses, là một loài phong lan có ở miền Đông Canada tới miền trung và đông Hoa Kỳ.

## Hình ảnh

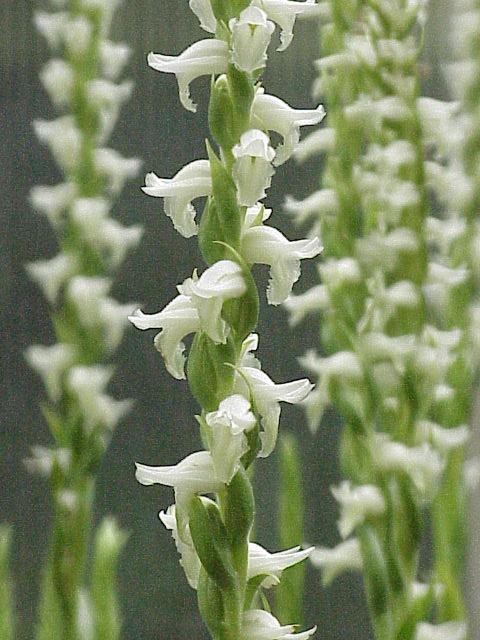
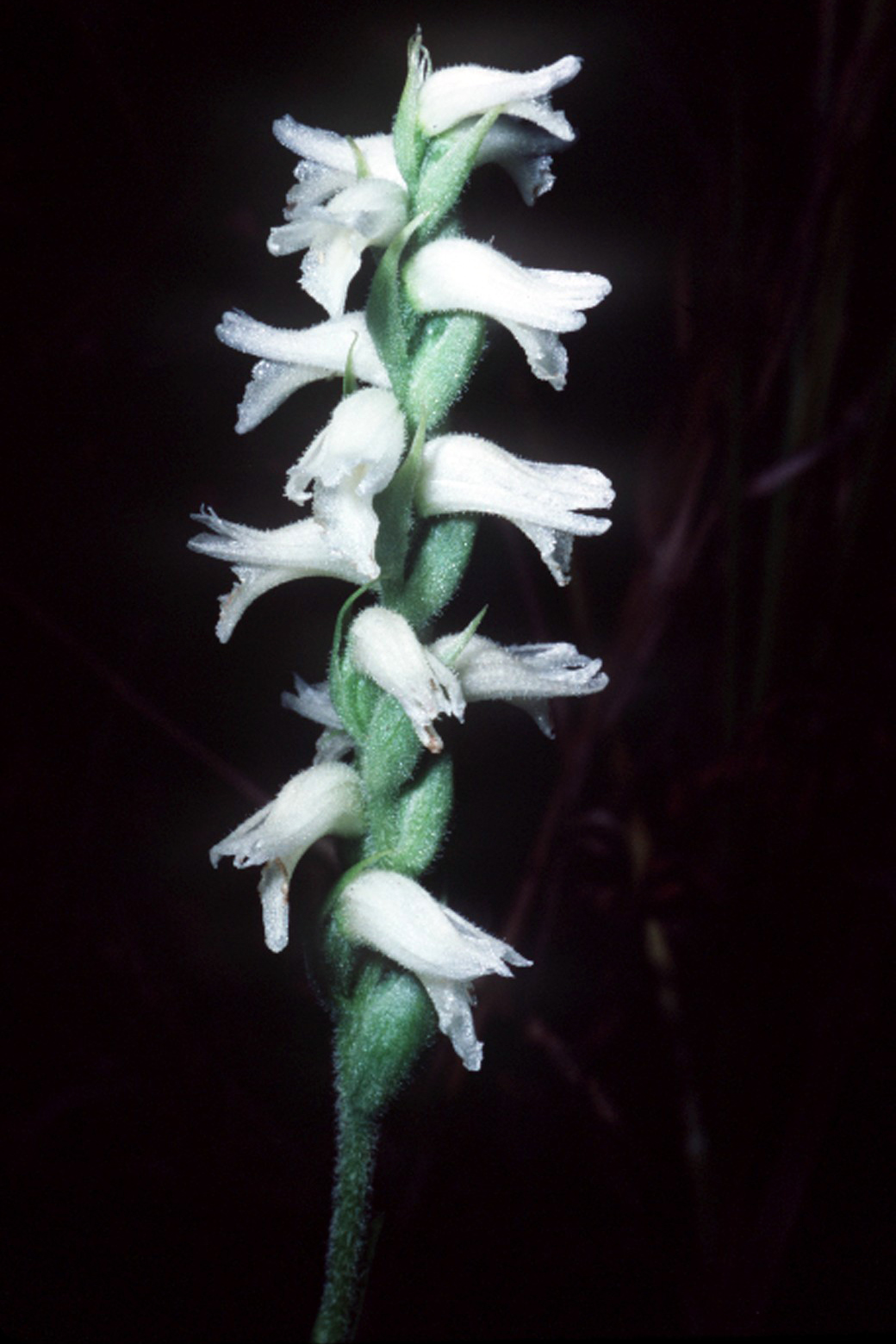
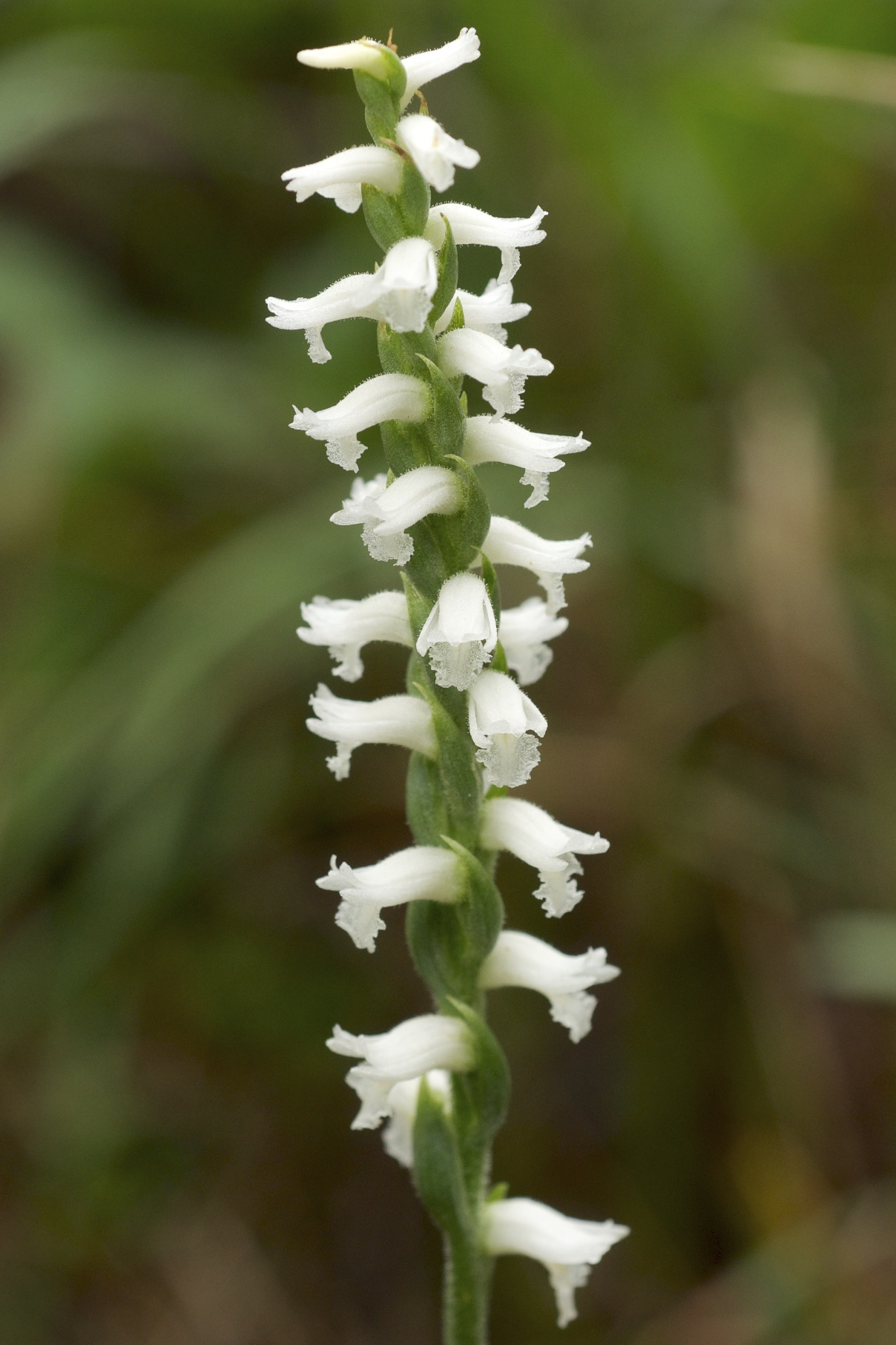
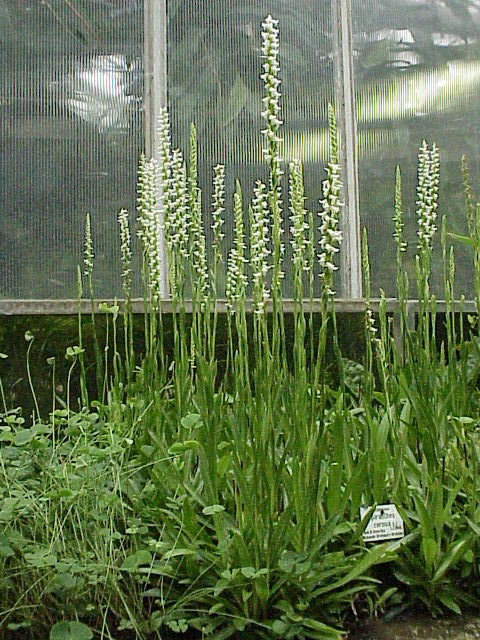